# Caper Fumatis
Caper Fumatis is een Belgisch bier van hoge gisting.
Het bier wordt gebrouwen in Brouwerij Alvinne te Moen.
Het is een bruin bier met een alcoholpercentage van 6,3%. Caper Fumatis is een herfstbier, een rookbok voor het eerst gebrouwen voor het Borefts Bierfestival in Nederland.